# Седам мученика у Ефесу
Седам младића из Ефеса (Седам уснулих младића; Седам светих младића у Ефесу; Седам мученика у Ефесу) су ранохришћански мученици, који су живи зазидани у пећини. Они су такође поштовани у исламу.

## Мучеништво
У 3. веку живело је седам младих људи. Свети Максимилијан, један од њих, био је син градоначелника града Ефеса, осталих шест његових пријатеља такође је било из ефеске аристократије, и сви су били у војној служби и били су хришћани. Цар Деције Трајан (249-251) стигао је у Ефес и наредио приношење жртава паганским божанствима, али су младићи то одбили. Тада им је цар наредио да скину обележја војног одликовања - војничке појасеве, али их је ипак пустио, надајући се да ће се предомислити док се он бори.
Младићи су напустили град и склонили се у пећину на гори Оклону, где су се молили, припремајући се за мученички подвиг. Свети Јамвлих је у једном од својих похода у град за хлебом чуо да се цар вратио и да су сви тражени да их изведу на суђење. Младићи су добровољно напустили пећину и појавили се у двору.
Осуђени су на смрт у истој пећини која им је служила као склониште - цар је наредио да се улаз у њу загради камењем како би младићи умрли од жеђи и глади. Двојица великодостојника који су присуствовали полагању входа били су тајни хришћани, а да би сачували успомену на мученике, у зид су ставили кивот са две лимене плоче, на којима су била назначена имена седморице младића и описане су околности њиховог страдања и смрти .

## Чудесно буђење
По житију, вољом Божјом, омладинци нису умрли, него су пали у диван сан који је трајао скоро два века. У 5. веку, под Теодосијем Млађим, појавили су се јеретици који су одбацили васкрсење мртвих при Другом доласку. Забринуло их је питање: „Како може бити васкрсења мртвих када неће бити ни душе ни тела, пошто ће бити уништени?“ Постојало је и мишљење: „Само ће душе имати награду, јер је немогуће да се тела уздигну и оживе после хиљаду година, када од њих неће остати прах. Тајну очекиваног васкрсења мртвих и будућег живота открио је Господ кроз Седморицу младића.
Власник локације, на којој се налазила планина Охлон, започео је изградњу, а његови радници су демонтирали блокирани улаз у пећину. У том тренутку Господ је оживео младе, и они су се пробудили као из обичног сна, не слутећи да је прошло скоро две стотине година. Спремајући се да прихвате муке, пријатељи су упутили Јамблиха (у католичкој традицији носи име Диомед)[3] да им поново купи хлеб у граду. Приближавајући се граду, младић се зачуди видевши на капији свети крст – времена прогона хришћана су одавно прошла.
Плаћајући хлеб, Јамблих је трговцу дао новчић цара Деција и био је ухапшен под сумњом да је сакрио ризницу древних новчића. Изведен је пред градоначелника, који је у то време имао епископа. Свештеник је схватио да Бог преко младића открива неку тајну и отишао са народом у пећину.
Ту, у гомили камења, пронашао је запечаћени ковчег. Прочитавши имена светитеља на лименим плочама и опис околности њиховог сакривања, епископ уђе у пећину и у њој виде живе младиће. Тако се показало да Господ, кроз њихово буђење из дугог сна, открива Цркви тајну васкрсења мртвих – чудо њиховог буђења допринело је јачању вере у васкрсење тела.
Убрзо је и сам цар стигао у Ефес и разговарао са младићима у пећини. Тада су свети младићи, пред свима, приклонили главе до земље и поново заспали, овога пута до дана општег васкрсења. Цар је хтео сваког од њих да стави у драгоцену светињу, али свети младићи, јавивши му се у сну, рекоше да њихова тела оставе у пећини на земљи .

## Теолошко тумачење
Уснули младићи као да испадају из времена и, будећи се, постају живи симбол преласка из ере прогона хришћанства у време његовог тријумфа.
Хагиограф Јован Колов, у житију Пајсија Великог, наводи Ефеске младиће као пример да „који живе по телесној природи, тело, да се не би исцрпило, треба да ојача своју исхрану, и онима који су, попут бестелесних, успели у вишем природном животу, у изобиљу даје ову благодат, којој се људска природа покорава, и живи више не толико телесном колико духовном храном.
Православна црква помен седморице младића празнује два пута: 4. августа и 22. октобра (по јулијанском календару)  и у служби црквене нове године – 1. септембра .